# Robert Oliver Ritchie
Robert Oliver Ritchie FRS é professor de engenharia da Universidade da Califórnia em Berkeley e professor sênior do Laboratório Nacional de Lawrence Berkeley.
É membro da Academia Nacional de Engenharia dos Estados Unidos e da Academia de Ciências da Rússia. Foi eleito membro estrangeiro da Royal Society (ForMemRS) em 2017.